# You Can't Control It
You Can't Control It è un singolo del cantautore e surfista statunitense Jack Johnson, pubblicato nel 2017 ed estratto dal suo settimo album in studio All the Light Above It Too.

## Tracce
- Download digitale

1. You Can't Control It – 4:09